# Herido en combate

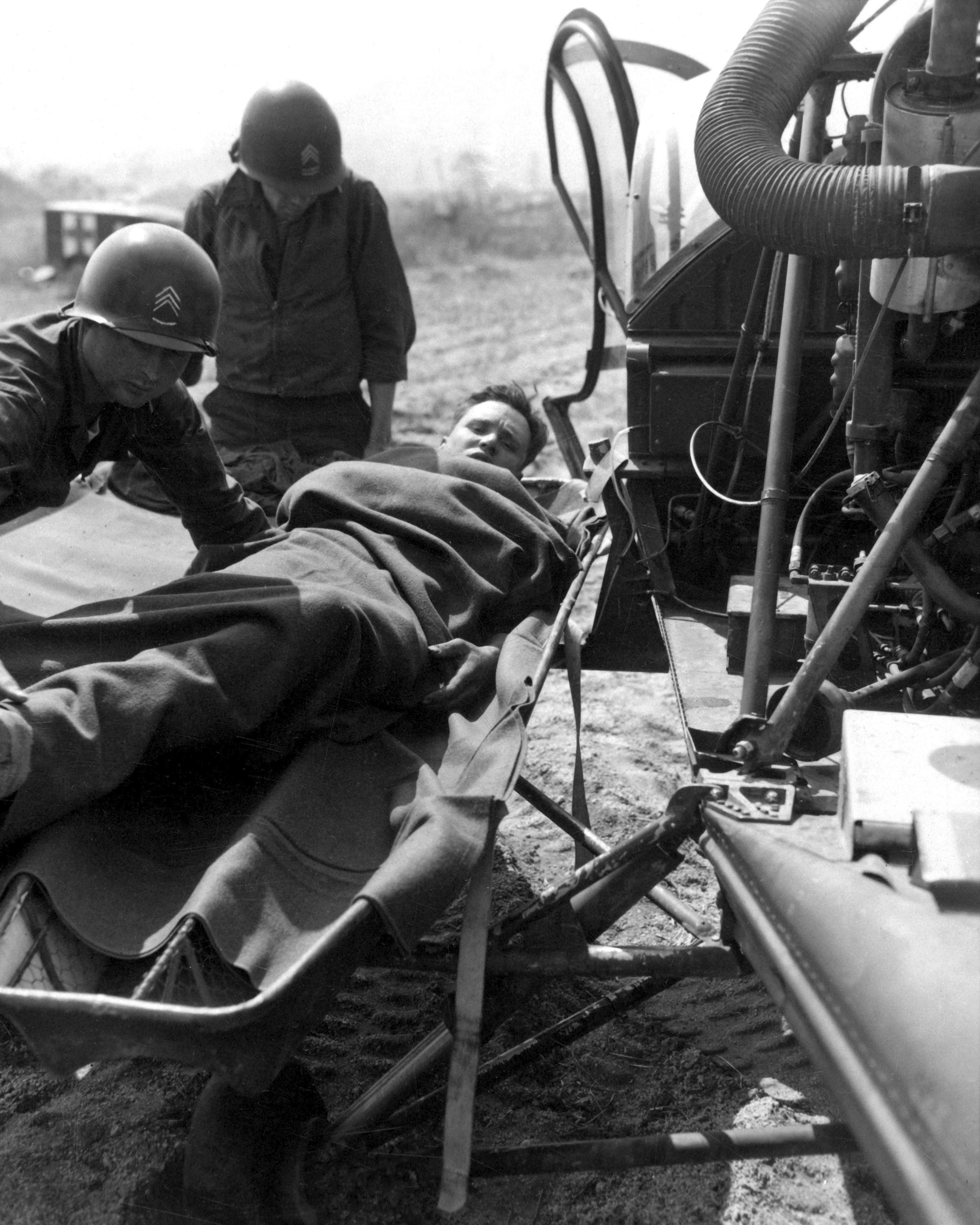
Soldado estadounidense herido en combate

Herido en combate (en inglés: WIA, wounded in action) es una clasificación de bajas utilizado frecuentemente por los militares para señalar a los soldados que han sido heridos en los enfrentamientos en una zona de combate durante la guerra, pero han sobrevivido. Por lo general esto implica a los que están temporal o permanentemente incapacitados para portar armas o continuar la lucha.
Para las Fuerzas Armadas de los Estados Unidos, cuando uno se convierte en WIA en un combate, en general, se le otorga el Corazón Púrpura, porque el propósito de la medalla en sí, que es de los más altos galardones que el gobierno estadounidense da oficialmente,  militar o civil, es reconocer los muertos, incapacitados o heridos en la batalla.
Una víctima de batalla que no sea muerta en combate y que haya sufrido una lesión debido a un agente o causa externa. El término abarca toda clase de heridas y otras lesiones sufridas en acción, ya sea que haya perforación del cuerpo, como en la herida penetrante o perforada, o ninguna, como en la herida contusa; todas las fracturas, quemaduras, conmociones cerebrales por explosión, todos los efectos de la guerra biológica y química, los efectos de la exposición a radiaciones ionizantes o cualquier otra arma o agente destructivo.